# Cookie Clicker
（中文译作「餅乾計數器」、「餅乾製造機」、「餅乾點點樂」或「无尽的饼干」）是一個以JavaScript語言製作的網頁遊戲，由Julien Thiennot設計，在2013年8月10日釋出。藉由滑鼠點擊來生產餅乾，並研發遊戲中的科技來加快餅乾的產量，是一個僅靠點擊就能進行的遊戲。

## 遊玩方式
一開始，玩家透過點擊螢幕左方的大餅乾來賺取1餅乾，漸漸地累積足夠的餅乾後可以購買物品，如餅乾奶奶、農場、礦場、工廠等，藉此增加生產效率。不论是雇佣饼干老太婆还是开启时空穿梭机从过去运送饼干又或者是炸开饼干虫，终极目标都是生产无穷大数量的饼干。反复重生反复增加每秒生产饼干量，天赋、技能、宠物、种田、秀微操等等各种玩法应有尽有，数十种可升级项更是如虎添翼。點擊隨機出現的黃金餅乾會讓餅乾在短時間內以倍數增加或直接增加总餅乾數量。

## 遊戲歷史
2010年時，遊戲設計師Ian Bogost設計了一個名為「Cow Clicker」的遊戲以諷刺Facebook平台上如開心農場等不需要太多思考的遊戲，並將遊戲的複雜度盡可能簡化。遊戲目標非常簡單：每六個小時點擊奶牛來擠奶。在2013年8月，Julien Thiennot設計了類似於Cow Clicker遊戲的Cookie Clicker。

## 外部連結
- 遊戲頁面 （美式英语）
- Steam遊戲頁面 （页面存档备份，存于）

- 最初的遊戲頁面 （页面存档备份，存于）